# Arc d'Orange

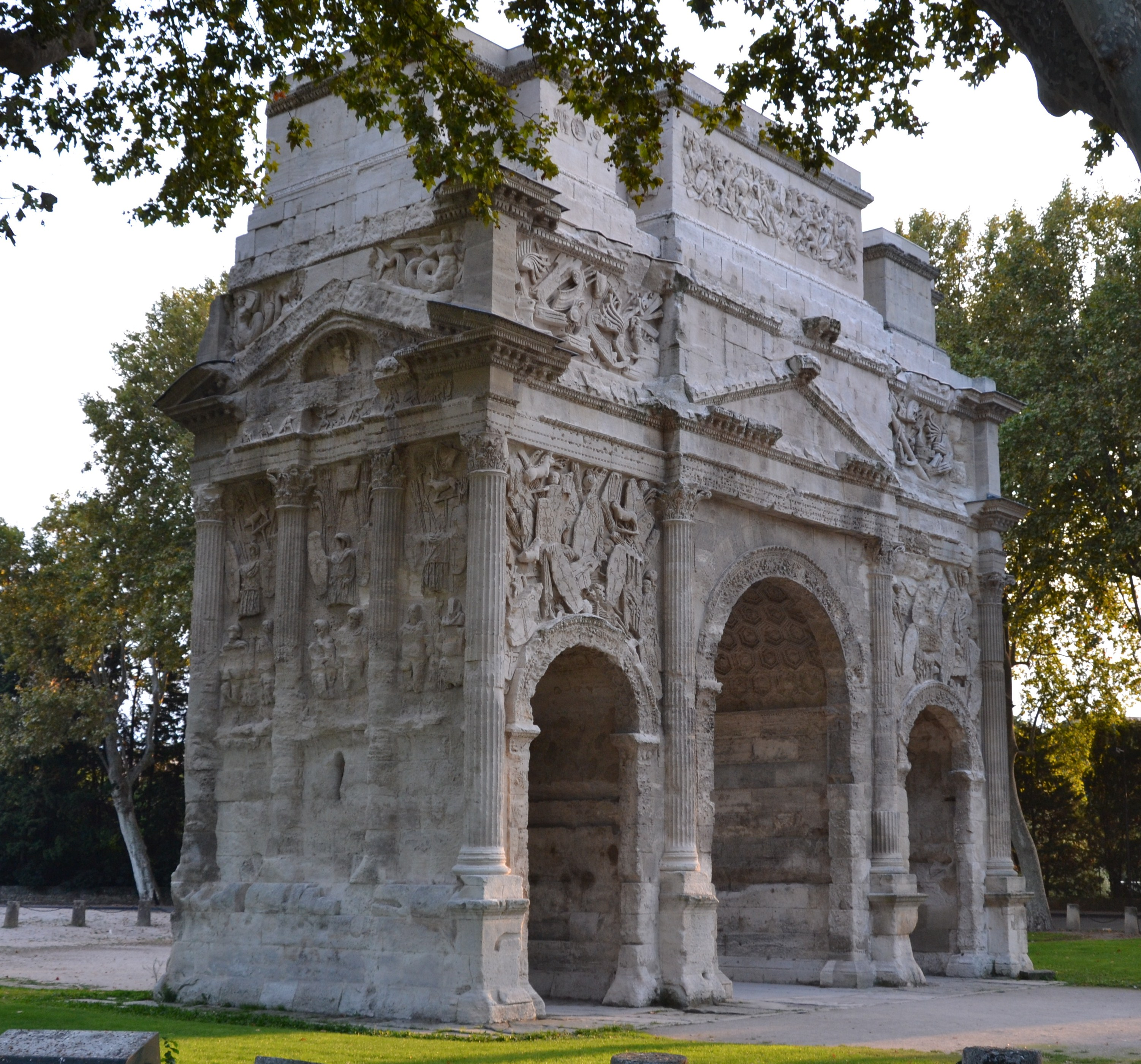
Côté ouest et façade sud.

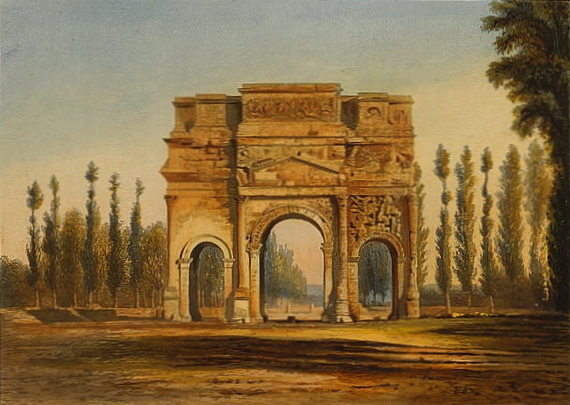
L'arc d'Orange en 1842, par Noël Paymal Lerebours, après la restauration d'Auguste Caristie.

L'arc antique d'Orange ou, communément arc de triomphe d'Orange, est un arc monumental romain du début du Ier siècle, qui marque l'entrée nord d'Arausio (aujourd'hui Orange, dans le département français de Vaucluse) sur la Via Agrippa (la route nationale 7 avant son déclassement).
L'arc d'Orange a été inscrit sur la première liste des monuments historiques (1840) et figure depuis 1981 sur la liste du patrimoine mondial en Europe.

## Histoire

Arc pendant la Terreur.

L'arc a probablement été érigé entre les années 20 et 25, pour commémorer les victoires de Germanicus, mort en 19, et possiblement « restitué » à Tibère en 26/27, selon l'interprétation que l'on donne à la dédicace ajoutée à cette date sur les deux faces du monument.
Au Moyen Âge, le monument fut fortifié pour servir de bastion avancé, à l'entrée de la ville.
Au cours du XIXe siècle, une gravure de J. Carter d'après Thomas Allom a représenté une guillotine placée sous l'arc pendant la Terreur (Révolution française) (1793-1794). La véracité de cet emplacement est remise en cause (voir le numéro hors-série d'Orange Vérités de juillet 2017, page 12, début du deuxième paragraphe).

### Études, fouilles et restaurations

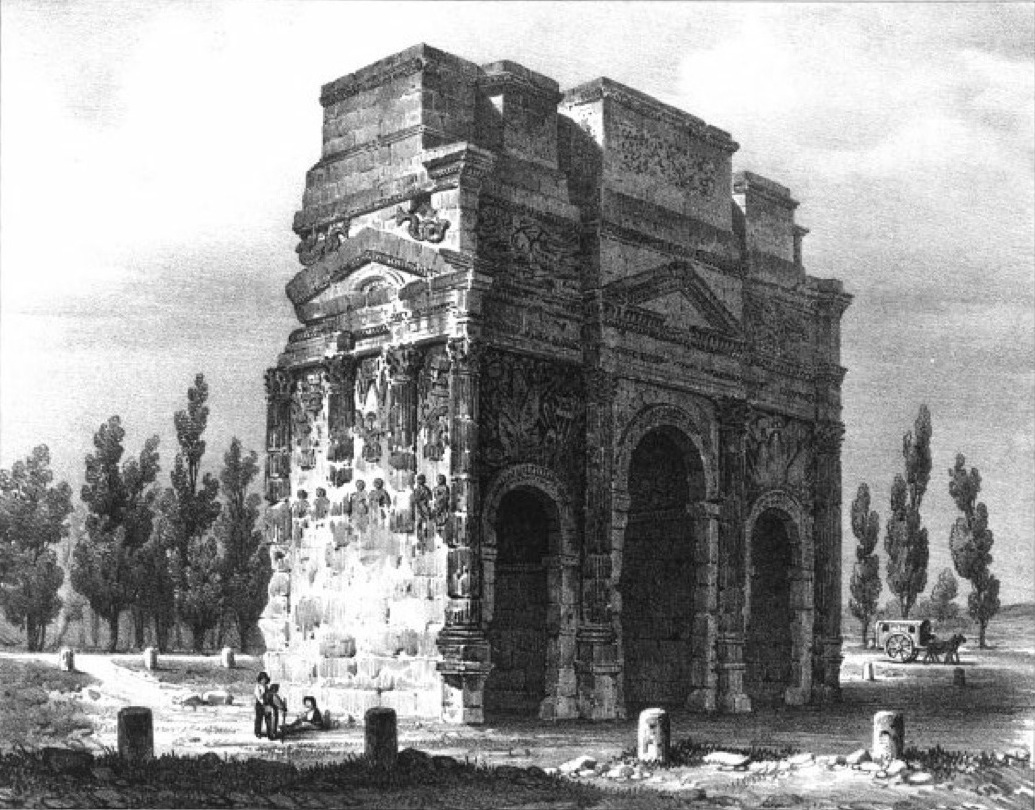
L'Arc romain au XIXe siècle, illustré par Alexandre Debelle (1805-1897).

L'arc a été restauré dès les années 1820 par l'architecte  Auguste Caristie, , qui commença par dégager les contreforts et ajouts médiévaux, avant de procéder à une reconstitution non agressive du monument, remplaçant les parties inutilisables ou manquantes de façon identifiable et s'interdisant le recours à l'imagination, si fréquent dans les restaurations entreprises par les architectes du XIXe siècle.
Le dernier nettoyage de l'arc s'est terminé en juin 2021.
De 2015 à 2017, des travaux de drainage ont permis d'assainir le bas de l'arc, au niveau duquel l'eau de pluie stagnait parfois. Des arbres ont été abattus et la route réaménagée, pour que les véhicules passent moins près. A cette occasion, un éclairage modulable a été installé, permettant d'éclairer l'arc de différentes couleurs (notamment à celles du drapeau français).

## Description

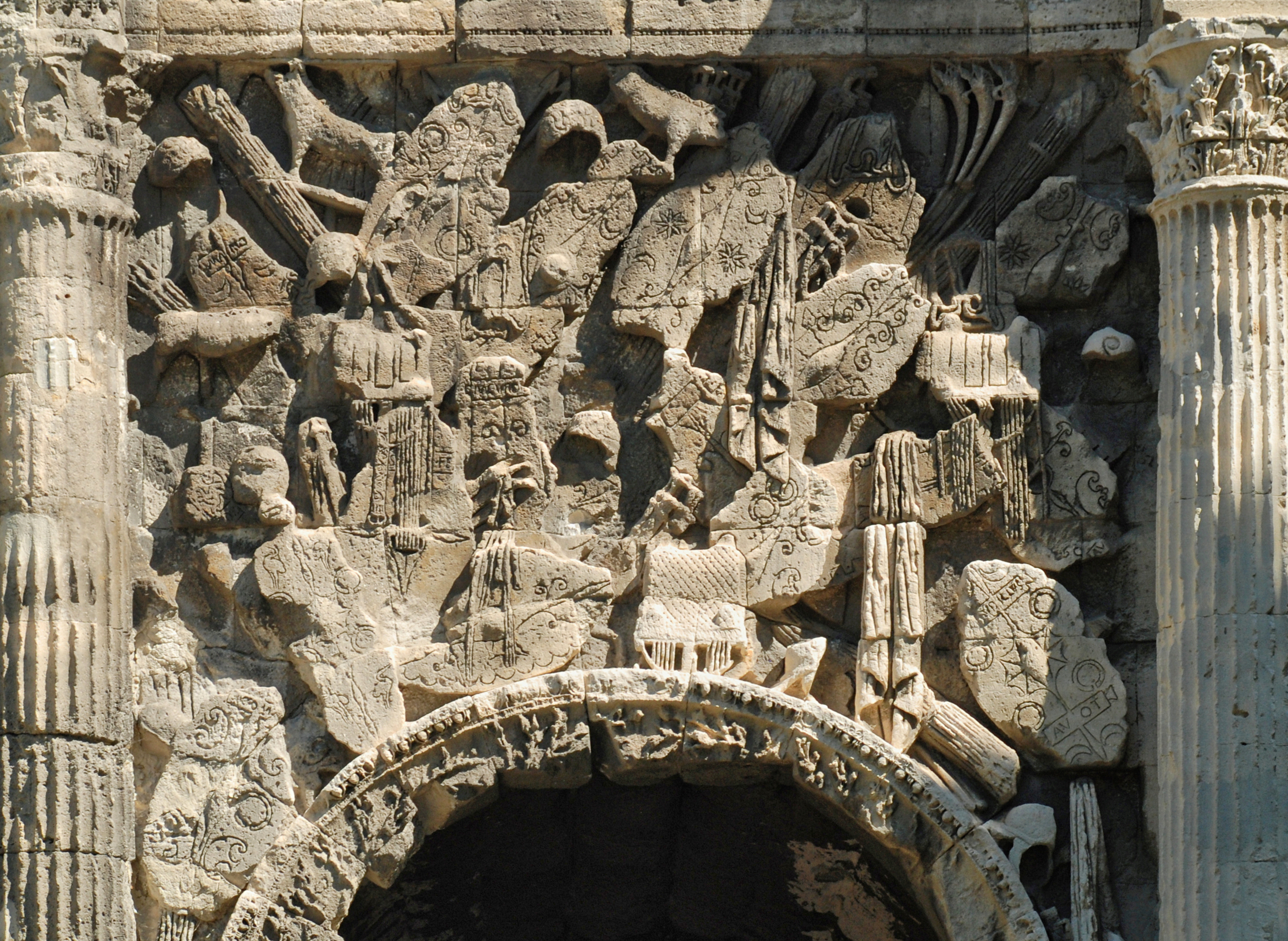
Panneau d'armes de la façade sud.

L'arc à trois baies est formé de gros blocs de pierre montés à sec, maintenus par des crampons de fer et de plomb. Il présente la particularité unique de comporter un second attique formé de piédestaux de statues monumentales (disparues), assujettis et reliés entre eux de manière à former un ensemble maçonné sans discontinuité. L'arc mesure 19,57 m de long et 8,40 m de large. Il atteint une hauteur de 19,21 m. Sa structure comporte des vides internes, habituels en ce type de monuments. Il a été érigé en honneur des victoires romaines sur le territoire d'Orange et sur les environs .

### Décoration des façades

#### Panneaux d'armes
Quatre panneaux situés juste au-dessus des petits arcs, montrent un amoncellement décoratif de casques, lances, boucliers, disposés sur quatre plans. Certains boucliers portent des noms: Sacovir, Decurdus, Mario, qui peuvent être ceux des sculpteurs ou d'armuriers de renom.

#### Panneaux de dépouilles navales
Ces quatre panneaux sont disposés juste au-dessus des panneaux précédents. Le mieux conservé est celui du nord-est : on y voit des proues de navires, des ancres, des tridents, des avirons, des rames-gouvernails. Prosper Mérimée en souligne l'excellente facture dans ses Notes d'un voyage dans le Midi de la France. Ces éléments appartiennent à la marine romaine et rappellent donc sa suprématie, surtout après la bataille d'Actium.

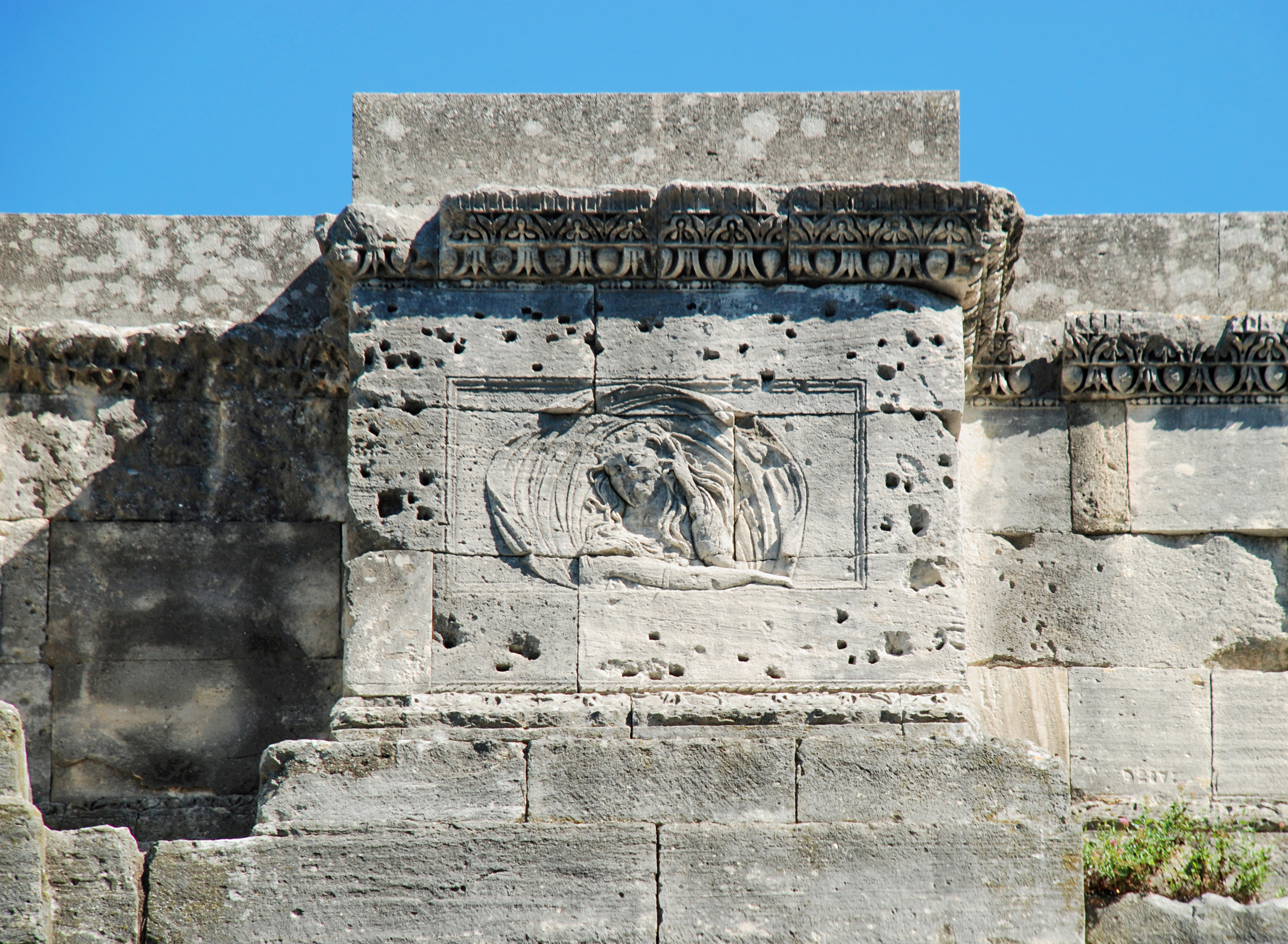
« Velificatio » de la façade sud.

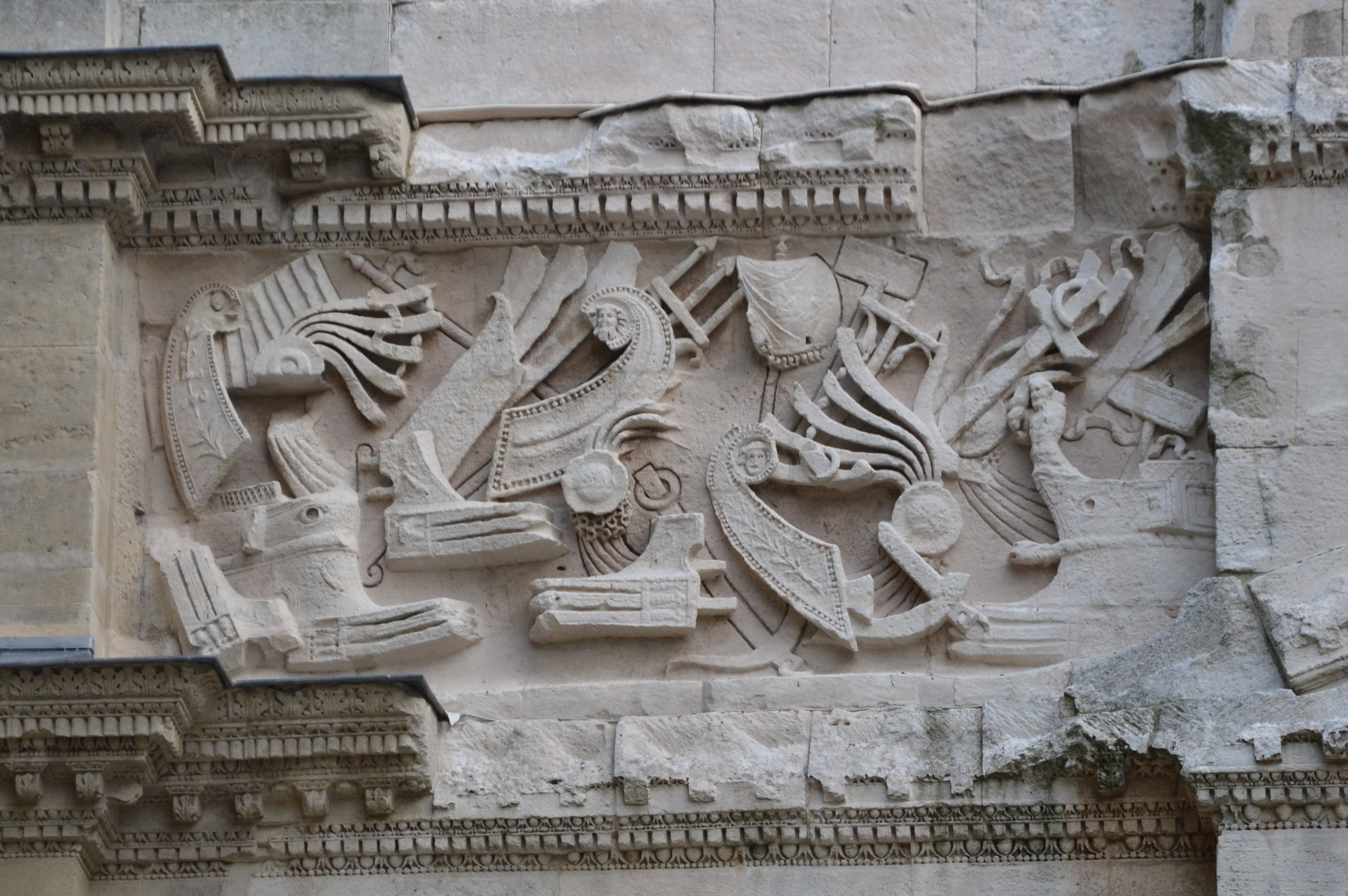

#### Frises de l'entablement
La frise est continue sur les quatre faces du monument. Elle montre, en bas-reliefs aux contours cernés, des Romains et des Gaulois combattant en de multiples duels, les Romains vêtus de tuniques et parfois de cuirasses, les Gaulois nus, aux cheveux longs, armés de boucliers. La facture de l'ensemble est assez grossière, avec des pieds et des mains disproportionnés.

#### Reliefs de l'attique supérieur
Le socle central de l'attique supérieur, qui devait porter un grand groupe équestre, présente sur les deux faces de l'arc des panneaux centraux en bas-reliefs montrant la confusion d'une bataille en plein engagement, où chacun combat furieusement. L'identification de la Legio II Augusta dite aussi IIe légion est assurée par son emblème, le capricorne, représenté sur le bouclier d'un officier, à gauche sur la face nord. Les nombreuses mortaises qui entourent les deux panneaux doivent correspondre aux tenons de fixation d'appliques décoratives de bronze dont aucune n'est parvenue jusqu'à nous.

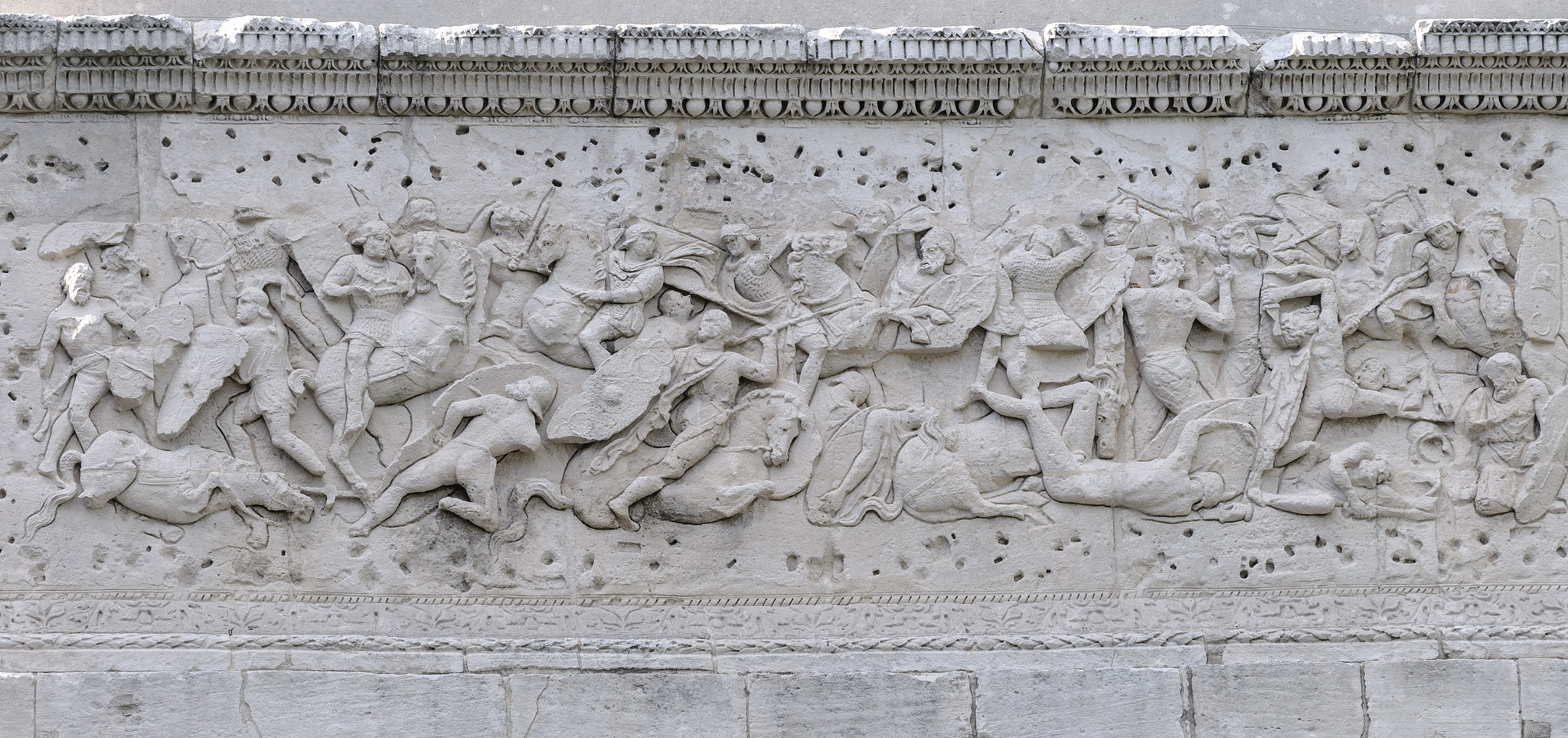
Relief de l'attique supérieur, façade sud..

### Trophées des petits côtés
Les petites faces de l'arc sont décorées de panneaux sculptés en haut-relief, délimités par des colonnes corinthiennes demi-engagées. Le côté ouest est presque totalement une reconstruction d'Auguste Caristie, qui n'a pas refait les sculptures, mais les a seulement suggérées par des ébauches à peine marquées.
Chacun des six panneaux était décoré d'un trophée composé d'un support présentoir montrant des vêtements, des casques, des enseignes, des trompettes, au pied duquel sont représentés deux captifs enchaînés, dans le même style que les décors de l'arc de Carpentras. Les trois panneaux du côté est sont très lisibles.

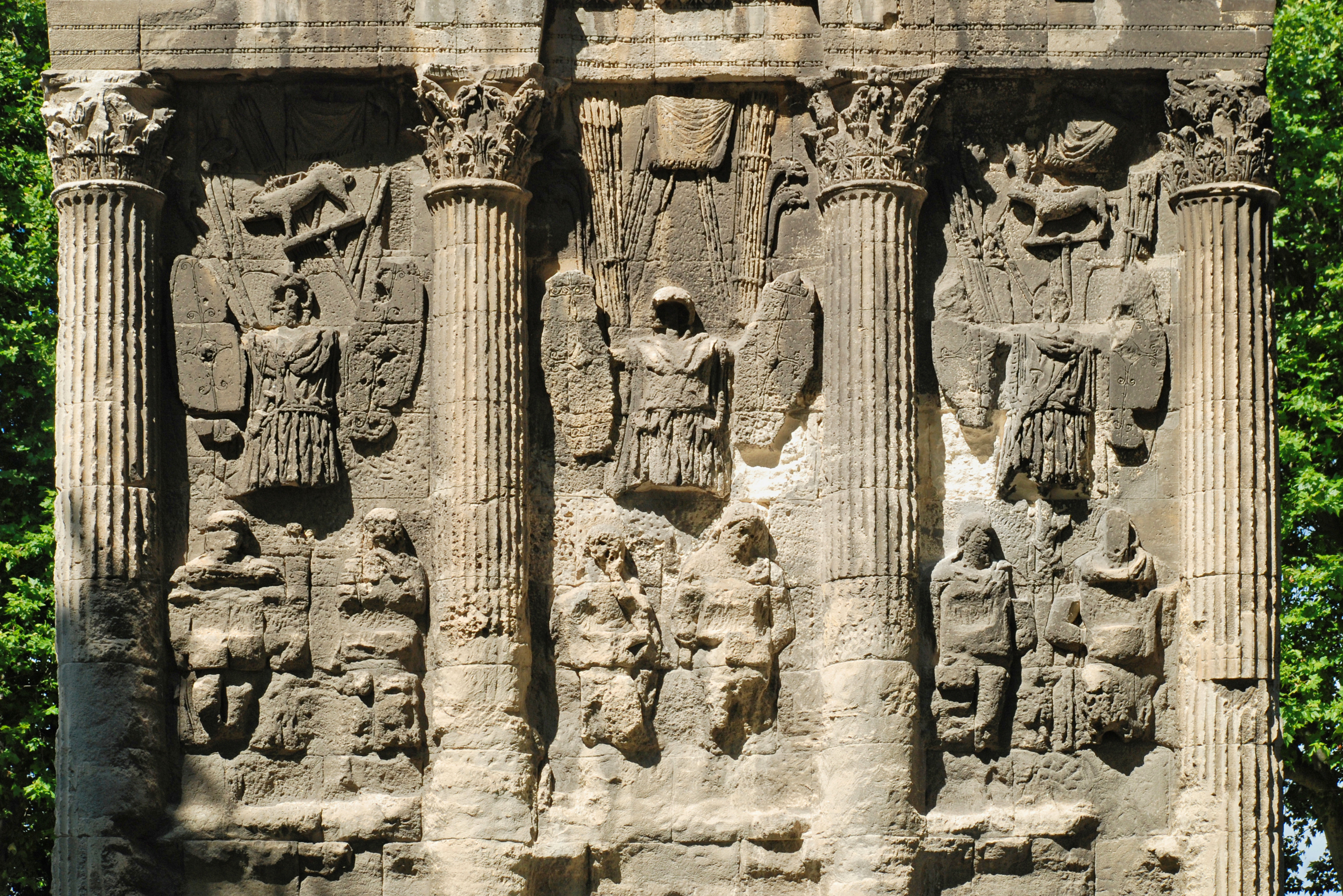
Côté est, décoré de trophées.
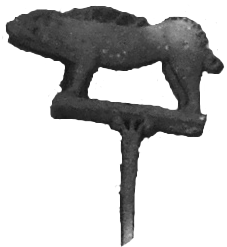
Étendard au sanglier, détail, côté est.
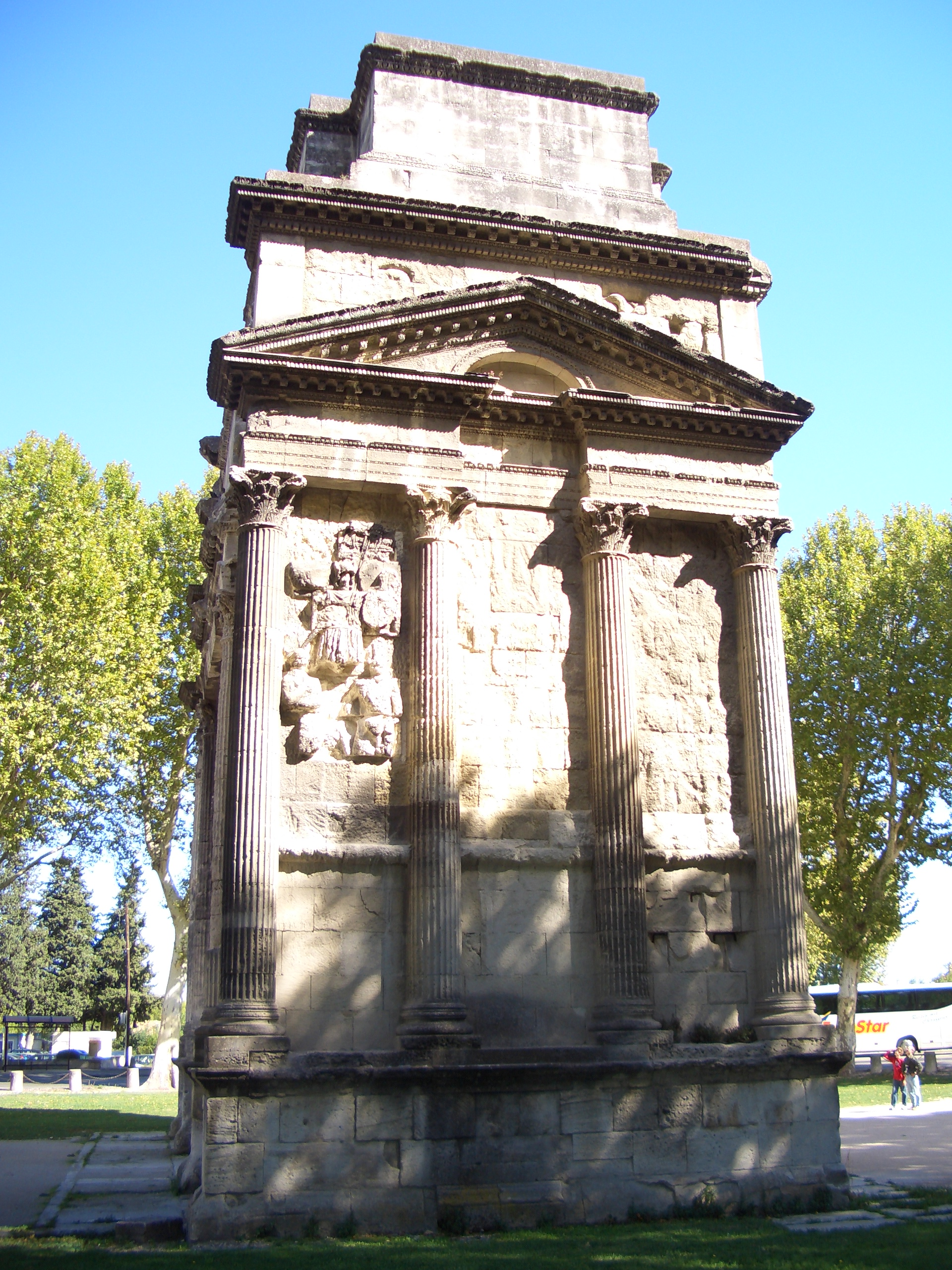
Côté ouest, reconstitué.

## Dédicace
Les dates de construction et d'inauguration du monument sont connues par l'inscription dédicatoire portée sur les deux faces de l'arc, au niveau du bandeau inférieur de la frise située juste au-dessus des chapiteaux corinthiens. Cette double inscription était constituée de lettres de bronze scellées dans la pierre par tenons et mortaises. Une lettre L a été trouvée au XIXe siècle, puis égarée. Seules subsistent les mortaises, essentiellement sur la face nord.

### Première lecture de la dédicace par Pierre Herbert (1862)
Une première lecture, réalisée par l'étude de ces mortaises de scellement, a été proposée en 1862 par Pierre Herbert, :
IMP CAIO I CÆ AVGVSTO DIVI I FIL ÆGYPT TRP XI COMAT TRIBVT GERMANIA VICTA
COH XXXIII VOLVNT COLONIA ARAVS I SECVNDAN HVNC ARC DED PVBLICE
soit :
Imp(eratori) Caio (ulio) Cæ(sari) Augusto divi I(ulii) fil(io) Ægypt(o) Tr(ibunicia) P(otestate) XI comat(a) tribut(aria) Germania victa
Coh(ors) XXXIII volunt(ariorum) (et) colonia Araus(io) I(ulia) secundan(orum) hunc arc(um) ded(icavit) publice
Au fils de Jules César, à l'empereur Caius Jules César Auguste, exerçant pour la onzième fois le pouvoir tribunitien, la XXXIIIe cohorte des volontaires et la ville d'Arausio Julia, colonie de la deuxième légion, ont, en souvenir de l'Égypte, de la Gaule chevelue soumises au tribut, de la Germanie vaincue, élevé et dédié cet arc, au nom de tout le pays.
Pour Pierre Herbert, l'inscription indique clairement que l'arc a été dédié à Auguste, pour la onzième année de son pouvoir tribunitien, soit l'an -12 . La ville, Arausio Colonia Julia Secundanorum, a été fondée par des vétérans de César, tout comme Avignon. Tite-Live rapporte qu'en l'an -12, Drusus parvint à vaincre les Germains, après que des soulèvements gaulois eurent été réprimés par les légions d'Auguste en -18.
Selon Herbert, la mention de l'Égypte rappelle la victoire d'Actium contre Antoine et Cléopâtre, en -31 ; Drusus remporte ses victoires sur les Germains au nom d'Auguste en -12 ; Auguste se rend à Lyon et l'arc d'Orange est construit en -11 ; pour finir, Auguste passe sous l'arc en -10. Les reliefs de l'arc d'Orange sont eux aussi en rapport direct avec les victoires remportées par Auguste, certaines toutes récentes : on y retrouve les thèmes de la bataille navale et de la soumission des peuples de la Gaule chevelue et de la Germanie.
Cette lecture de la dédicace, avec ses datations et son interprétation historique n'est plus suivie depuis longtemps, mais on en trouve le souvenir parfois jusque dans les documents officiels. La fiche de la base Mérimée indique pour le début de la construction de l'arc d'Orange la date de 10 apr. J.-C., peut-être par confusion avec la date de 10 av. J.-C. calculée par Herbert. Il n'y a pas lieu non plus de retenir les traditionnelles attributions de l'arc à Marius ou à Auguste, telles que mentionnées dans l'Encyclopédie de Diderot.

### Lecture actuelle de la dédicace
Une lecture très différente de la précédente a été proposée depuis lors : elle semble aujourd'hui acceptée de tous les commentateurs, mais la fin de l'inscription reste incertaine,  :
TI • CAESAR • DIVI • AVGVSTI • F • DIVI • IVLI • NEPOTI • AVGVSTO • PONTIFICI • MAXI
POTESTATE • XXVIII • IMPERATORI • IIX • COS • IIII • RESTITVIT • R • P • COLONIAE (ou RESTITVTORI • COLONIAE)
soit :
Ti(berio) Caesar(i), divi Augusti f(ilio), divi Iuli nepoti, Augusto, Pontifici Maximo, [Tribunicia]
Potestate XXVIII Imperatori IIX Co(n)s(uli) IIII restituit R(es) P(ublica) coloniae (ou : restitutori coloniae)
À Tibère César, fils du divin Auguste, petit-fils du divin Jules, Auguste, grand pontife, dans sa 28e puissance tribunitienne, imperator pour la 8e fois, consul pour la 4e, restitué à celui-ci par l'administration de la colonie (ou refondateur de la colonie).
La date de 26/27 peut donc être retenue pour cette restitution de terres par Tibère, ou pour une étrange restitution de l'arc à cet empereur. L'emplacement de cette dédicace après coup n'est pas moins singulier, sur une bande très étroite non destinée à cet usage, décorée de nervures, ne laissant que peu de place aux deux lignes de texte qui devaient apparaître très tassées.
Les commentateurs modernes admettent que l'arc a pu être commencé vers 20 et achevé vers 25, érigé en l'honneur de Germanicus, fils adoptif de Tibère et général de la IIe légion Augusta, mort en 19, pour commémorer ses éclatantes victoires, auxquelles avait participé la cité d'Arausio, qui fournissait cette légion.